# The Cheetah Girls: One World
The Cheetah Girls: One World è il sequel del film prodotto per Disney Channel Cheetah Girls 2, e il terzo film della saga delle The Cheetah Girls. La messa in onda negli Stati Uniti è stata il 22 agosto, mentre in Italia il 31 gennaio 2009. La produzione del film è iniziata a gennaio. Il film, in America è stato seguito da 6,2 milioni di telespettatori, un gran dato d'ascolto, visto che è stato trasmesso su un canale via cavo (a pagamento) durante il periodo estivo.
Durante la messa in onda terrestre su Italia 1 il 18 aprile 2009, il titolo del film è stato modificato in Cheetah Girls: Un mondo!.

## Produzione
La trama vede le Cheetah Girls partire per l'India per girare una produzione per Bollywood. Come Cheetah Girls 2, è stato girato in un paese straniero. Adrienne Bailon confermò che tutte le ragazze avevano firmato un contratto per girare il lungometraggio e che stavano scegliendo costumi ed elaborando la sceneggiatura. In un'altra intervista con Hollywood.tv, Adrienne Bailon disse che le riprese del film sarebbero iniziate il 6 gennaio 2008, per durare più o meno tre mesi. Disse anche che "tutto il cast originale sarebbe tornato". Nonostante l'affermazione precedente, più tardi Raven-Symoné annunciò che non avrebbe partecipato al film perché era già impegnata con la registrazione del suo quarto album e con le riprese della commedia In viaggio per il college. Anche Lynn Whitfield non partecipò al film, decisione presa in seguito a quella di Raven.

## Trama
Il Film inizia con il regista che dice "Cheetah Love Scene 1 A take 1" (Cheetah Love scena 1A ripresa 1) ed ecco che compaiono le tre Cheetah che cantano il nuovo pezzo (Cheetah Love), dapprima cantano dentro i camerini, dopo si spostano sul palco dove vengono acclamate da tantissimi fans, ma alla fine della canzone vediamo che quello non era altro che un sogno delle tre, mentre stanno facendo un provino...
Il discografico dice che non è molto soddisfatto per la performance, Aqua si giustifica dicendo che è perché le Cheetah non sono tutte insieme, visto che Galleria è a Cambridge per seguire i corsi estivi, il produttore se ne va dicendo di richiamarlo, quando sarebbero state tutte insieme. Le Cheetah sono col morale a terra, Aqua, intanto, da tempo sta chattando con un ragazzo e Dorinda e Chanel iniziano a spettegolare, Aqua si arrabbia e rivolgendosi a Dorinda dice "Non tutte abbiamo un fantastico, devoto ragazzo spagnolo", ma l'espressione di Dorinda cambia e dice alle ragazze che lei e il suo ragazzo si sono lasciati, le Cheetah cercano di consolarla. Decidono di andare a mangiare.
Vanno in un ristorante indiano, e qui Dorinda viene colpita dalla scultura di un elefante, che nella cultura indiana è molto venerato, la cameriera dice che è un simbolo di buon auspicio, ma le tre non hanno proprio nulla per cui essere fiere. Iniziano a parlare di un possibile scioglimento del gruppo, ma nessuno ne vuole la fine, così decidono di fare un patto, niente distrazioni, niente ragazzi, mentre si fanno la promessa squilla il telefono di Chanel, è un produttore cinematografico e vuole che le Cheetah facciano parte di un film "hollywoodiano", così felici iniziano a cantare (Dig a little deeper) per tutto il locale.
Le tre vanno a fare il provino e un giovane ragazzo, Vik, che è il produttore ne rimane estasiato. Le tre sono su di giri, ma quando il ragazzo dice che il film deve essere girato a Bollywood, le tre rimangono senza parole.... Chanel in realtà ha capito male, non era un film per Hollywood, ma per Bollywood, il che significa che devo andare nell'altro capo del mondo, e Aqua e Dorinda lo fanno presente anche a Chanel, che però vuole fare il film lo stesso. Alla fine però decidono di parteciparvi.
Arrivate a Mumbay, le tre sono sorprese dalle tante meraviglie del posto. Qui incontrano la star maschile e la coreografa del film, entrambi maldestri. Vik fa vedere il posto alle ragazze. Le Cheetah, dopo, fanno la conoscenza di Gita, la coreografa che non sembra molto amichevole con le ragazze, dicendo che le tre non sanno ballare, Dorinda va su tutte le furie e intraprendono una sfida di ballo, dove si vedono da una parte schierati gli indiani e dall'altra le Cheetah Girls (Dance me if you can), ma alla fine le due parti fraternizzano.
Intanto il set del film è pronto, ma quando Vik va a controllarlo, vede che è un vero orrore e tutto cade come se fosse fatto di gesso; il ragazzo va a dirlo allo zio, un famoso produttore indiano, ma l'uomo lo rimprovera. Poi, quando vede le Cheetah, chiede al nipote come mai ci siano tre ragazze, visto che la protagonista sarà una sola. Vik spiega alle Cheetah che dovranno sostenere un ulteriore provino, per vedere chi delle tre sarà la stella del film. Le amiche hanno il morale a terra, così girano tutta la città e qui incontrano un vecchio indiano sotto un albero e convince le ragazze a mettere un fiocco su un ramo e ad esprimere un desiderio. Mentre fanno spese Aqua riceve la chiamata del suo spasimante virtuale, e scopre che si tratta di un ragazzo indiano dal nome Amar. Finalmente i due si incontrano.
Dorinda, invece, vede un elefante e ha la netta sensazione che la stesse guardando. Ritornate sul set, Vik è nella disperazione e non sa dove trovare lo scenario per il suo film, che sia anche gratis. Le Cheetah devono pure partire, Amar allora ha un'idea, lui vive in una sorta di reggia e le Cheetah non solo possono alloggiare lì, ma Vik può anche utilizzare la sua villa come scenario, così le ragazze staranno ancora in città per vedere la festa dei colori, una meravigliosa festa.
Qui Gita dice a Dorinda che gli elefanti portano fortuna, e così mentre si dice a lei stessa che le cose forse stanno cambiando in meglio un elefante le spruzza l'acqua, intanto tutti iniziano a cantare a ballare. Arrivati a casa di Amar, tutti rimangono colpiti dalla bellezza della casa, Aqua viene presentata alla madre del ragazzo. Qui il famoso attore, Rahim, non sa come fare a conquistare la sua Gita, così chiede aiuto a Dorinda promettendole di farla diventare sua co-protagonista. Chanel, invece, passa sempre più tempo con Vik, ed è evidente che i due si piacciono molto. Amar, però, ha una richiesta per far utilizzare la casa come scenario, la protagonista deve essere Aqua. Chanel, Dorinda e Aqua si ritrovano così rivali, pensando che ognuno di loro vuole la parte ad ogni costo. Dorinda va dal vecchio sotto l'albero e lui le dà un saggio consiglio, che significa "nulla alla fine cambia in peggio" ma Dorinda non ne è molto convinta.
Le tre alla fine si sfidano per la parte e oltre a loro si esibiscono anche i rispettivi spasimanti e amici, la parte alla fine la ottiene Chanel. Le altre due inizialmente sono deluse, ma poi si scusano con Chanel, ma lei non ha intenzione di accettare la parte. Chanel non capisce perché per Vik è così importante questo film, visto che comunque sta sempre sotto gli ordini dello zio, lui dice che è la sua occasione per emergere, vuole che tutto il mondo possa ammirare la bellezza dei passi di danza e della musica del suo film.
Aqua e Amar iniziano a parlare del loro futuro e lei dice che andrà alla Columbia, lui, invece, è costretto a rimanere in India per portare avanti gli affari di famiglia. Dorinda riesce alla fine a convincere Rahim a confessare il suo amore a Gita e così finalmente i due si mettono insieme. Le Cheetah hanno un'idea, la protagonista indiscussa del film sarà Gita, ma inizialmente lo zio Khamal non è d'accordo, ma data l'insistenza del nipote accetta. Amar dice ad Aqua che i suoi genitori sono d'accordo che lui vada a studiare alla Columbia. Ed ecco che il film si chiude con Dorinda, Aqua e Chanel con Gita e Rahim che si esibiscono cantando e ballando (One World), con passi di danza impressionanti, insieme a tutti i protagonisti del film e a ballerini professionisti fantastici, nel finale ci sono le Cheetah su un elefante che salutano.

## Curiosità
- La madre di Chanel, Juanita Simmons (Lori Alter), e il marito Luc (Abel Folk) non sono mai stati nominati nel corso del film.
- Si scopre che Dorinda e Joaquin si sono lasciati per la troppa distanza (si erano conosciuti durante il viaggio in Spagna), ma dopo le continue telefonate da parte del ragazzo, Dorinda decide di accettare la sua amicizia.
- Anche se Galleria (Raven-Symoné) e l'intera famiglia Garibaldi non sono presenti in questo ultimo film, la ragazza viene comunque menzionata e in alcune scene si possono notare le foto del loro ultimo viaggio a Barcellona.
- Mentre nei primi due film è Galleria a scrivere i testi delle canzoni, in questo ultimo capitolo invece non viene mai detto chi è l'autore dei testi.
- Alcune canzoni sono state eseguite live alla cerimonia di premiazione dei Disney Channel Games 2008.

## Musiche
Il nuovo album The Cheetah Girls: One World (Original Soundtrack), con le musiche tratte dal film, è stato pubblicato in America il 19 agosto 2008, mentre in Italia l'anno seguente.
Le canzoni della colonna sonora sono:
- Cheetah Love - The Cheetah Girls
- Dig a Little Deeper - The Cheetah Girls
- Dance Me If You Can - The Cheetah Girls
- Fly Away - The Cheetah Girls
- Stand Up - Adrienne Bailon
- What If - Adrienne Bailon
- I'm the One - The Cheetah Girls
- No Place Like Us - The Cheetah Girls
- One World - The Cheetah Girls
- Feels Like Love - The Cheetah Girls
- Crazy on the Dance Floor - Sabrina Bryan
- Circle Game - Kiely Williams

Il 13 giugno 2008 viene pubblicato il primo singolo, One World, brano finale in cui si vedono Dorinda, Chanel e Aqua di nuovo insieme e Rahim e Gita che si dichiarano il loro amore. Il secondo singolo pubblicato l'11 luglio 2008 in America è Dance Me If You Can, brano nel quale le Cheetah Girls si confrontano con Gita, la coreografa del musical che le ragazze dovranno interpretare a Bollywood. Il terzo e ultimo singolo, che apre le vicende del film, è stato pubblicato il 1º agosto 2008 in America e si intitola Cheetah Love.

## Cast
- Adrienne Bailon: Chanel Simmons
- Sabrina Bryan: Dorinda Thomas
- Kiely Williams: Aquanette Walker
- Michael Steger: Vikram "Vik" Bhatia
- Roshan Seth: Zio Khamal Bhatia
- Rupak Ginn: Rahim
- Deepti Daryanani: Gita
- Kunal Sharma: Amar

## Doppiaggio
- Federica De Bortoli: Chanel Simmons
- Francesca Manicone: Dorinda Thomas
- Monica Bertolotti: Aqua Walker
- Paolo Vivio: Vik Bhatia
- Eva Padoan: Gita
- Alessio Puccio: Amar
- Giorgio Lopez: Zio Khamal Bhatia